# Jani Hakanpää
Jani Hakanpää, född 31 mars 1992, är en finlandssvensk professionell ishockeyspelare som spelar för Carolina Hurricanes i NHL.
Han har tidigare spelat på NHL-nivå för Anaheim Ducks och på lägre nivåer för San Diego Gulls, Chicago Wolves och Peoria Rivermen i AHL, Quad City Mallards i ECHL samt Oulun Kärpät och Esbo Blues i FM-ligan.
Hakanpää draftades i fjärde rundan i 2010 års draft av St. Louis Blues som 104:e spelare totalt.

## NHL

### Anaheim Ducks
Han skrev som free agent på ett ettårskontrakt med Anaheim Ducks den 3 juli 2019, och en ettårig kontraktsförlängning den 7 maj 2020.

### Carolina Hurricanes
Den 12 april 2021 blev han, tillsammans med ett draftval i sjätte rundan i NHL-draften 2022, tradad till Carolina Hurricanes i utbyte mot Haydn Fleury.

## Privatliv
Hakanpää är tvåspråkig: han har finskspråkiga föräldrar och har gått skola på svenska i Kårböle lågstadium och Munksnäs högstadium i Helsingfors.